# St. Johann im Pongau
St. Johann im Pongau je hlavní a současně i nejlidnatější obcí ve stejnojmenném okrese ve spolkové zemi Salcbursko. Žije zde přibližně 11 tisíc obyvatel.

## Historie
Archeologické nálezy svědčí o počátečním osídlení území již v době bronzové. Našly se tu systémy štol pro těžbu mědi "Arthurstollen" a dřevěné vybavení jeskyní z doby před 3000 až 3700 lety. Stáří bylo určeno radiokarbonovou metodou. První písemná zmínka o obci pochází z roku 1074, ovšem byla v tehdejších časech nazývána jako "ad sanctum Johannem in villa".
Během selských válek došlo k naprosté devastaci obce a v důsledku vyhnání protestantů, o což se zasloužila salcburská arcidiecéze, opustilo zdejší kraj asi 70 % obyvatelstva. Právo užívat vlastní obecní znak obdržela obec v roce 1929. V období druhé světové války se obec nazývala "Markt Pongau" a příslušela do říšské župy Štýrsko.
Během druhé světové války byl také v St. Johannu zřízen velký zajatecký tábor, kde bylo vězněno až na 30 tisíc vězňů, a kde působilo zhruba 1000 dozorců. Tábor byl rozdělen na různé části. S Francouzi bylo zacházeno v souladu s válečnými konvencemi. Severní část tábora byla určena zajatcům z Ruska, kteří tam neobyčejně strádali za přímo nepředstavitelných podmínek. 3709 ruských vězňů v tomto táboře zemřelo.

## Turismus
St. Johann im Pongau těží z alpské polohy především v oblasti cestovního ruchu. Nejen v zimě je významným turistickým centrem s celou řadou hotelů, ale i v létě je velmi navštěvovaným a oblíbeným místem zejména pro pěší turistiku s nabídkou jezer v okolí.
Oblíbenou destinací je též pár kilometrů od St. Johann soutěska Liechtensteinklamm, která je dlouhá asi 4000 metrů, z nichž asi 1000 metrů je volně přístupných pro veřejnost. Soutěska je místy jen několik metrů široká a útesy sahají místy až do hloubky 300 metrů. Soutěskou protéká Grossarler Arche. 

## Instituce
Jako centrum Pongau je St. Johann sídlo mnoha institucí a úřadů. Najdete zde Finanční úřad, Okresní soud a Okresní policejní velitelství. St. John také provozuje pečovatelskou službu, dvě školky, dvě základní školy, Speciální pedagogické centrum nebo polytechnickou školu.